# Sex, Death and the Meaning of Life

Sex, Death and the Meaning of Life est un documentaire télévisé en trois parties présenté par Richard Dawkins. Le documentaire explore les opportunités que la Raison et la science pourraient offrir dans les moments-clefs de la vie humaine.   
Il ouvre la discussion sur les idées d'âme et de vie après la mort, sur les concepts de péché et de Dieu, qui ont empêché le développement de la pensée humaine pendant des milliers d'années. Des précisions sont apportées pour décrire comment la science peut fournir des réponses aux questions qui se posent depuis toujours et qui ont été accaparées par la religion.